# علم وظائف الخلية
علم وظائف أعضاء الخلية (بالإنجليزية: cell physiology)‏ (بما في ذلك الكهربية الخلوية) هي دراسة أحيائية للأنشطة التي تجري في الخلية لإبقائها على قيد الحياة. مصطلح «علم وظائف الأعضاء» يشير إلى جميع الوظائف التي تحدث في الكائنات الحية، مثل امتصاص الماء من قبل الجذور، وإنتاج الغذاء في الأوراق، ونمو البراعم نحو الضوء كأمثلة على فسيولوجيا النبات. الأغذية المشتقة من النباتات والحيوانات واستخدام الحركة للحصول على المواد الغذائية (حتى لو كان الكائن الحي نفسه لا يزال في وضع ثابت نسبيا) هي سمة من علم وظائف الأعضاء الحيوانية.
علم وظائف الأعضاء البشرية، وعلم وظائف الخلية هو مصطلح غالبا ما ينطبق تحديدا على فسيولوجيا النقل عبر غشاء الخلية وهو النقل العصبي وانقباض العضلات. بشكل عام، هضم الطعام، والدورة الدموية، وانقباض العضلة، هي جوانب هامة من علم وظائف الأعضاء البشرية.

## الخلايا كوحدات حية للجسم
الوحدة الحية الأساسية للجسم هي الخلية، ويتكون كل عضو من أعضاء الجسم من تجمعات عديدة من مختلف أنواع الخلايا المتماسكة مع بعضها البعض بواسطة البنيات السائدة بين الخلايا. ويتكيف كل نوع من أنواع الخلايا للقيام بوظيفة معينة خاصة به؛ فمثلا تقوم خلايا الدم الحمراء - والتي يبلغ عددها في الجسم حوالي 25 تريليون خلية - بنقل الأكسجين من الرئتين إلى الأنسجة. وبالرغم من أن هذه الخلايا هي الأوفر عددا من بين خلايا الجسم الأخرى، فقد يحتمل وجود 75 تريليون خلية أخرى في الجسم البشرى، وبهذا يبلغ عدد الخلايا الإجمالي في الجسم كله حوالي 100 تريليون خلية.

## الخصائص العامة لعلم وظائف الخلية
هناك نوعان من الخلايا، بدائيات النواة وحقيقيات النواة.
جاءت بدائيات النواة الأولى إلى حيز الوجود لا تحتوي على نواة مكتفية ذاتيا، مما يجعل آلياتها أبسط من ذلك بكثير بالمقارنة مع حقيقيات النواة، فهي لا تحتوي على نواة يغلفها الحمض النووي للخلية والعضيات النووية. لأن الفيروسات وأشباه الفيروسات، والبريونات تعتمد كليا على الخلايا الأخرى فغالبا لا تعتبر الكيانات السابقة كائنات حية من قبل علماء الأحياء الذين درسوها.
جميع الخلايا الحية، سواء بدائيات النواة أو حقيقيات النواة، تحتوي على الخصائص المميزة التالية:
خصائص مشتركة بين جميع الكائنات الحية على الأرض.
وتستند الشفرة الوراثية إلى الحمض النووي.
ويتكون الحمض النووي من أربعة نيوكليوتيدات (deoxyadenosine ،deoxycytidine، ديوكسي تيميدين و deoxyguanosine)، واستبعاد deoxynucleotides في البعض.
وتتكون الشفرة الوراثية من الكودونات ثلاثية النوكليوتيدات، وبالتالي إنتاج 64 كودون مختلف. لينتج فقط 20 من الأحماض الأمينية، قد تستخدم كودونات متعددة كرمز لنفس الحمض الأميني.
يتم الاحتفاظ بالحمض النووي من قبل البلمرة حمض نووي ريبوزي منقوص الأكسجين على قالب مزدوج.
يتم الحفاظ على سلامة الحمض النووي من قبل مجموعة من إنزيمات الصيانة، بما في ذلك التوبوإيزوميراز وكذلك الحمض النووي محمي أيضا بالبروتينات مثل الهستونات.
وتترجم الشفرة الوراثية عن طريق حمض نووي ريبوزي الناسخ والناقل لتكوين سلاسل عديد البيبتيد ثم البروتينات.
فجميع الخصائص الأخرى للكائن حي (مثل تركيب الدهون أو الكربوهيدرات) هي نتيجة لإنزيمات البروتين.
يتم تجميع البروتينات من الأحماض الأمينية الحرة من خلال ترجمة الريبوسومات، الحمض الريبي النووي النقال ومجموعة من البروتينات ذات الصلة.
وتتكون الريبوسومات من وحدتين فرعيتين، واحد كبير واحد صغير.
جزيئات الحمض النووي الريبي (الرنا الريباسي والحمض الريبي النووي النقال) تلعب دورا هاما في النشاط التحفيزي للريبوسوم
وتستخدم فقط 20 الأحماض الأمينية، لإنتاج عدد لا يحصى من البروتينات. وتستخدم فقط أيزومرات L.
الجلوكوز في الخلية يمكن استخدامه كمصدر للطاقة والكربون، يستخدم فقط D-ايزومير.
يستخدم ATP كمصدر للطاقة الوسيطة خلال أنشطة الخلية.
وتحاط الخلية عن طريق الغشاء الخلوي المتكون من طبقة ثنائية الدهون.
داخل الخلية، يكون تركيز الصوديوم أقل، والبوتاسيوم أعلى من الخارج. ويحتفظ هذا التدرج تركيز عن طريق مضخات الكالسيوم داخل الخلية هو أقل أيضا من الخارج.
الخلية تتكاثر عن طريق نسخ جميع محتوياته تليها عملية الانقسام الخلوي.
ومن المعروف أن أقرب جيل من جميع أشكال الحياة يفترض نظريا أنه تحتوي على سمات مشتركة كما في أسلاف الماضي.

## العمليات الفسيولوجية
- حركة البروتينات حول الخلية لاستخدامها في هيكل الخلية وفي العمليات الأنزيمية.
- النقل النشط والنقل السلبي هي عمليات تسهيل حركة الجزيئات داخل وخارج الخلايا.
- الالتهام الذاتي هي العملية التي تقوم فيها الخلايا بأكل المكونات الداخلية أو الميكروبات الغازية الخاصة بهم.
- الالتصاق هي العمليات الكيميائية التي تربط الخلايا والأنسجة الأخرى معا.
- انقسام الخلايا وهي عملية خاصة بالخلية حقيقية النواة مما يؤدي إلى تكوين خلايا ابنة. هناك نوعان رئيسيان من انقسام الخلايا: التكاثر اللاجنسي والانقسام الاختزالي (التكاثر الجنسي).
- حركة الخلية هي الانجذاب الكيميائي، والتقلص، بالأهداب والأسواط.
- الإشارات الخلوية هي تنظيم سلوك الخلية عن طريق إشارات من الخارج، مثل استخدام الهرمونات أو الناقلات العصبية.
- إصلاح الحمض النووي وموت الخلايا.
- استقلاب هو تحلل السكر، التنفس، التمثيل الضوئي - العمليات حيث يتم تخزين الطاقة و/أو تحريرها لاستخدامها من قبل الخلية.
- النسخ هو العمليات التي تعبر بها الجينات عن نفسها، في المقام الأول عن طريق الحمض النووي الريبي وبروتينات النسخ.

## رسم مبسط للخلية
| 1. النويّة                       |
| 2. النواة                       |
| 3. الجسيم الريبي                |
| 4. حويصل                        |
| 5. الشبكة الإندوبلازمية الخشنة  |
| 6. جهاز جولجي                   |
| 7. الغشاء الخلوي                |
| 8. الشبكة الإندوبلازمية الملساء |
| 9. الميتوكوندريا                |
| 10. فجوة عصارية                 |
| 11. السيتوبلازم                 |
| 12. الجسيم الهاضمّ               |
| 13. مريكزات (سنتريولات)         |

وبالرغم من أن خلايا الجسم المتعددة تختلف كثيرا عن بعضها البعض في الشكل الخارجي، والتركيب الخلوي، والوظيفة، والمكان؛ إلا أن لجميعها صفات أساسية متشابهة؛ فمثلا يتحد الأكسجين في كل خلايا الجسم مع السكريات والدهون والبروتين لإطلاق الطاقة الضرورية لوظائف الخلية. وبالإضافة لذلك تتشابه عمليات تحويل الغذيات إلى طاقة في كل خلايا الجسم وتنقل جميع هذه الخلايا نتاجاتها النهائية التي تتولد عن عملياتها الكيميائية إلى السوائل المحيطة بها.
وتتمكن جميع الخلايا تقريبا من التكاثر، وعندما يتلف أي نوع منها لسبب أو لآخر؛ تتمكن الخلايا المتبقية من نوعها من إعادة توليد خلايا جديدة لتعويض الأعداد التالفة منها.

## وصلات خارجية
- Overview at كلية طب جورجيا مدرسة الطب
- cell+physiology في المكتبة الوطنية الأمريكية للطب نظام فهرسة المواضيع الطبية (MeSH).

- electrophysiology في المكتبة الوطنية الأمريكية للطب نظام فهرسة المواضيع الطبية (MeSH).